# Yolanda King
Yolanda Denise King, född 17 november 1955 i Montgomery, Alabama, död 15 maj 2007 i Santa Monica, Kalifornien, var medborgarrättsledaren Martin Luther Kings och hans hustru Coretta Scott Kings dotter och äldsta barn. Yolanda King var engagerad i medborgerliga och mänskliga rättigheter och styrelsemedlem i Martin Luther King Jr. Center for Nonviolent Social Change i Atlanta som förvaltade hennes fars ideologiska arv inom medborgarrättsrörelsen. Yolanda King var också en välbekant företrädare för NAACP.
Hon var även skådespelerska och medverkade exempelvis i filmen Ghosts of Mississippi från 1996 som handlar om Byron de la Beckwiths mord på medborgarrättskämpen Medgar Evers 1963.
Den 15 maj 2007 kollapsade hon vid sin bror Dexter Kings hem i Santa Monica och avled. Det antas att hjärtproblem orsakade dödsfallet.

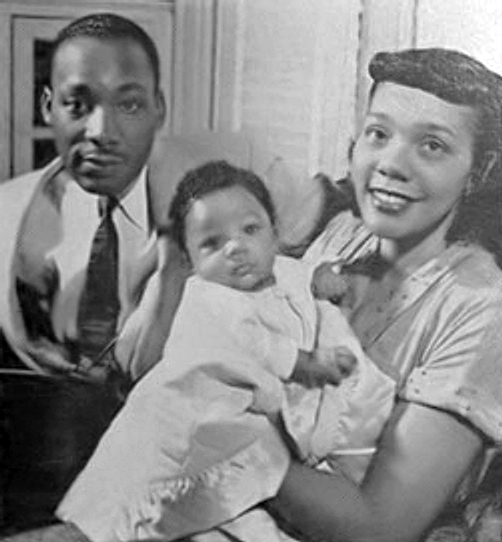
Yolanda Denice King med sina föräldrar 1956.